# Gmina Niedrzwica Duża
Die Gmina Niedrzwica Duża ist eine Landgemeinde im Powiat Lubelski der Woiwodschaft Lublin in Polen. Ihr Sitz ist das gleichnamige Dorf mit etwa 4000 Einwohnern.

## Gliederung
Zur Landgemeinde Niedrzwica Duża gehören folgende 22 Ortschaften mit einem Schulzenamt:
Borkowizna
Czółna
Krebsówka
Krężnica Jara
Majdan Sobieszczański
Marianka
Niedrzwica Duża I
Niedrzwica Duża II
Niedrzwica Kościelna
Niedrzwica Kościelna-Kolonia
Osmolice-Kolonia
Radawczyk
Radawczyk-Kolonia Pierwsza
Sobieszczany
Sobieszczany-Kolonia
Strzeszkowice Duże
Strzeszkowice Małe
Tomaszówka
Trojaczkowice
Warszawiaki
Załucze